# IPad Pro (第七代)
第七代iPad Pro ，通称为 iPad Pro (M4)、iPad Pro 2024，是苹果公司开发并销售的iPad系列平板电脑。它于2024年5月7日在苹果的“Let Loose”活动上发布。
第七代iPad Pro于2024年5月15日发售，是苹果首款采用M4芯片的设备，也是首款采用双层OLED显示模组的iPad。 13英寸版本是苹果迄今为止发布过的最薄的设备，两款型号的厚度均比第七代iPod Nano更小。

## 特性

### 硬件
第七代 iPad Pro 机型搭载了 Apple M4 SoC。M4 芯片为第七代 iPad Pro 带来了出色的性能和能耗比表现，使得 iPad Pro 的CPU与GPU性能均大幅领先于竞品，不过在工艺制程进入瓶颈期的情况下，一些媒体如极客湾认为 Apple M4 芯片已经进入了需要拉高频率进行提升性能的窘迫阶段。
iPad Pro 提供银色和全新的深空黑色两种颜色可选，深空黑色是深空灰色的更深版本，类似于 M3 MacBook Pro。该设备在 11 英寸和 13 英寸型号上均配备了串联式 OLED 显示屏。iPad Pro 基础型号配备 256 GB 存储空间，并提供 512 GB、1 TB 和 2 TB 的存储容量选项。两款型号在显示 SDR 内容时全屏亮度均为 1000 尼特（HDR 内容亮度为 1600 尼特）。256 GB 和 512 GB 存储的 iPad Pro 配备 8 GB RAM 和一个（屏蔽部分核心的）9 核 CPU（包含 3 个性能核心和 6 个能效核心）以及 10 核 GPU。对于 1 TB 和 2 TB 存储的 iPad Pro，设备则配备 10 核 CPU（包含 4 个性能核心和 6 个能效核心）以及 16 GB RAM。
1 TB 和 2 TB 配置的 iPad Pro 还为用户提供了添加纳米纹理显示屏的选项，可在环境光条件下查看屏幕以减少眩光。与之前配备 1200 万像素摄像头和 1000 万像素超广角摄像头的 iPad Pro 不同，这款 iPad Pro 仅配备一个 1200 万像素摄像头、LiDAR 传感器以及升级的原彩闪光灯。该平板还配备了横向布局的前置摄像头。 M4 芯片提供 9 核和 10 核 CPU 的选项。

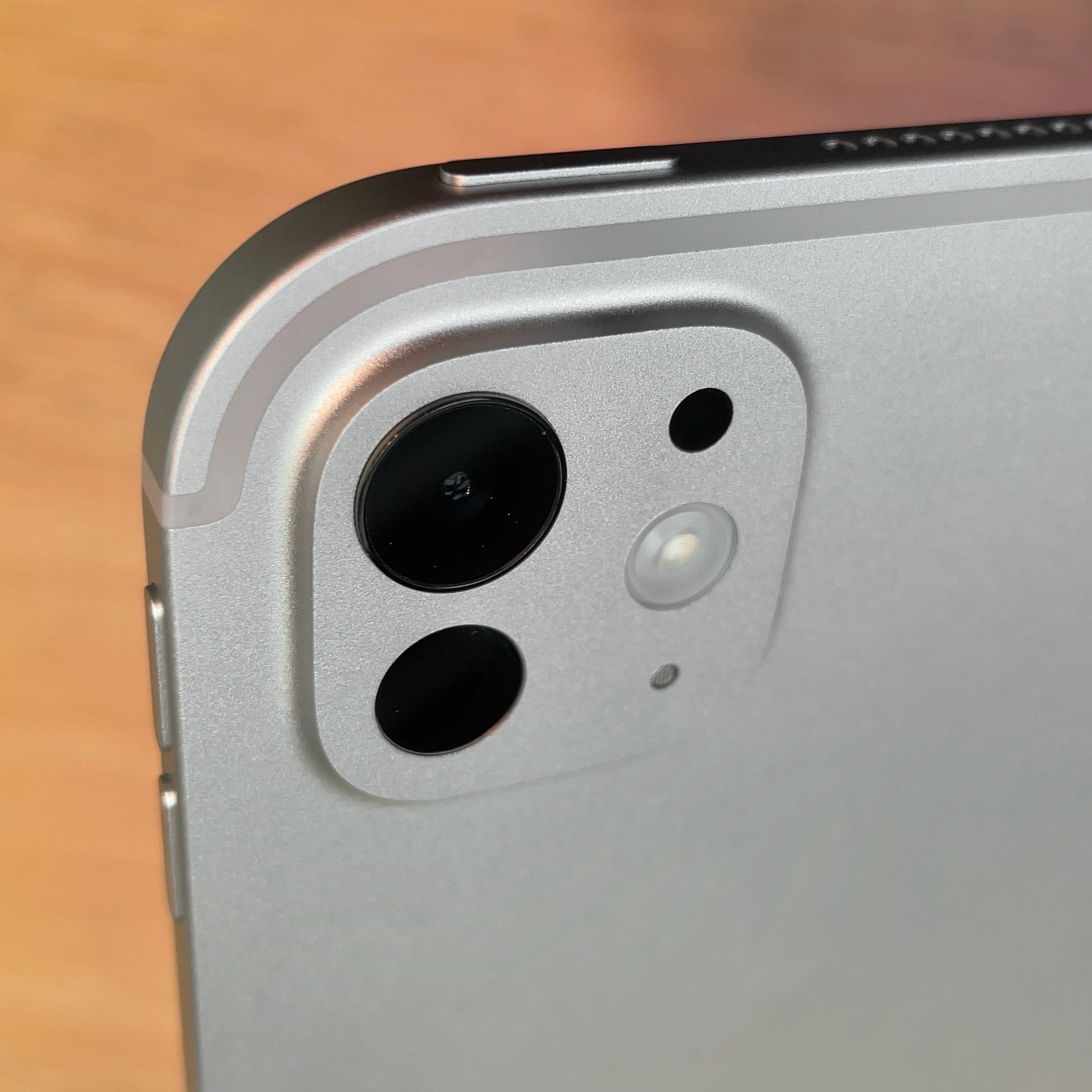
M4 iPad Pro 后置摄像头模组

### 接口与连接性
第七代 iPad Pro 配备了一个用于充电和连接配件的 USB-C 端口。它支持 雷电 3 和 USB 4，可用于充电，并提供高达 40Gbps 的传输速度。该 iPad Pro 支持 Apple Pencil Pro、Apple Pencil USB-C 以及一款采用全新键盘布局的新款苹果妙控键盘。所有型号的设备还配备了 Wi-Fi 6E (802.11ax) 和蓝牙 5.3 连接功能，而蜂窝网络型号额外增加了 sub-6 GHz 5G 支持。

## “Crush!” 广告争议
iPad Pro 发行的初版宣传广告名为“Crush!”，因描绘各种艺术工具和书籍被液压机摧毁并象征性地压缩成一部 iPad Pro 而引发批评。 该广告最初发布在首席执行官蒂姆·库克的X账户以及公司的YouTube频道上。
2024年5月9日，苹果公司营销传播副总裁托尔·米尔恩（Tor Myhren）向《广告时代》发表声明致歉，称：“创造力是苹果DNA的一部分，对我们来说，设计出让全球创意人士都能施展才华的产品至关重要。我们的目标始终是颂扬用户通过iPad表达自我、将创意变为现实的无数种方式。这个视频未能达到我们的目标，我们深表歉意。” 作为对这场争议的回应，三星为其Galaxy Tab S9发布了一则名为“无法压碎”（UnCrush）的广告。广告利用相同的场景，描绘了一位女性从废墟中弹奏一把损坏的吉他，同时使用 Tab S9 Ultra 作为乐谱，最后以标语“创造力无法被压碎”（Creativity cannot be crushed）结尾。

## 时间线
|  |

## 另請參閱
- iPad
- 蘋果公司
- iPad (第九代)

## 备注
1. ↑  苹果官方称之为iPad Pro 11英寸（M4）和iPad Pro 13英寸（M4）

| 前任： iPad Pro (第六代) | iPad Pro (第七代) 2024年5月 | 繼任： 尚未推出 |